# Pallavolo ai XIV Giochi panamericani - Torneo maschile
Il torneo di Pallavolo maschile ai XIV Giochi panamericani si disputò a Santo Domingo, nella Repubblica Dominicana, dal 3 al 13 agosto 2003 durante i XIV Giochi panamericani. Al torneo hanno preso parte 8 nazionali, divise inizialmente in 2 gironi da 4 squadre ciascuno, prima della fase finale ad eliminazione diretta alla quale partecipavano le prime 2 classificate di ogni girone.
La vittoria è andata, sorprendentemente, alla nazionale venezuelana, che ha avuto la meglio in finale sulla nazionale cubana.

## Prima fase

### Girone A

#### Classifica
| Squadra         | PG | V | P | SV | SP | Diff | Punti |
| --------------- | -- | - | - | -- | -- | ---- | ----- |
| Stati Uniti     | 3  | 3 | 0 | 9  | 2  | +7   | 6     |
| Venezuela       | 3  | 2 | 1 | 8  | 5  | +3   | 5     |
| Rep. Dominicana | 3  | 1 | 2 | 5  | 6  | -1   | 4     |
| Barbados        | 3  | 0 | 3 | 0  | 9  | -9   | 3     |

### Girone B

#### Classifica
| Squadra    | PG | V | P | SV | SP | Diff | Punti |
| ---------- | -- | - | - | -- | -- | ---- | ----- |
| Brasile    | 3  | 3 | 0 | 9  | 0  | +9   | 6     |
| Cuba       | 3  | 2 | 1 | 6  | 4  | +2   | 5     |
| Canada     | 3  | 1 | 2 | 3  | 6  | -3   | 4     |
| Porto Rico | 3  | 0 | 3 | 1  | 9  | -8   | 3     |

## Fase finale
|  | Semifinali  | Semifinali  | Semifinali |      |           | 1º/2º posto | 1º/2º posto | 1º/2º posto |  |
|  |             |             |            |      |           |             |             |             |  |
|  | Brasile     | Brasile     | 2          |      |           |             |             |             |  |
|  | Brasile     | Brasile     | 2          |      |           |             |             |             |  |
|  | Venezuela   | Venezuela   | 3          |      |           |             |             |             |  |
|  | Venezuela   | Venezuela   | 3          |      | Venezuela | Venezuela   | 3           |             |  |
|  |             |             |            |      | Venezuela | Venezuela   | 3           |             |  |
|  |             |             | Cuba       | Cuba | 0         |             |             |             |  |
|  | Cuba        | Cuba        | Cuba       | Cuba | 0         | 3           |             |             |  |
|  | Cuba        | Cuba        |            |      |           | 3           |             |             |  |
|  | Stati Uniti | Stati Uniti | 2          |      |           | 3º/4º posto | 3º/4º posto | 3º/4º posto |  |
|  | Stati Uniti | Stati Uniti | 2          |      |           |             |             |             |  |
|  |             |             |            |      |           |             |             |             |  |
|  |             |             |            |      |           | Brasile     | Brasile     | 3           |  |
|  |             |             |            |      |           | Brasile     | Brasile     | 3           |  |
|  |             |             |            |      |           | Stati Uniti | Stati Uniti | 0           |  |

## Classifica finale
| Classifica | Squadre         |
| ---------- | --------------- |
|            | Venezuela       |
|            | Cuba            |
|            | Brasile         |
| 4          | Stati Uniti     |
| 5          | Canada          |
| 6          | Rep. Dominicana |
| 7          | Porto Rico      |
| 8          | Barbados        |